# 더프 깁슨
더프 깁슨(영어: Duff Gibson, 1966년 8월 11일~)은 캐나다의 전직 스켈레톤 선수이다. 2006년 동계 올림픽 남자 스켈레톤 금메달을 획득했고 세계 선수권 대회에서 금메달 1개와 동메달 1개를 획득했다. 그가 올림픽에서 금메달을 획득했을 당시 만으로 39세였으며 역대 캐나다 동계 올림픽 최고령 금메달리스트 기록을 세웠다.
어린 시절에는 다양한 운동을 했다가 33세 때 스켈레톤 선수가 되었다. 이후 2000년에 캐나다 스켈레톤 국가대표가 되었으며 올림픽 2회, 세계 선수권 대회 2회 참가했다. 깁슨은 토리노 올림픽에서 우승하고 그 직후에 현역에서 은퇴했으며 현재 캘거리 국제공항 소속 소방관으로 일하고 있다.